# Stockholms läns hembygdsförbund
Stockholms läns hembygdsförbund är en paraplyorganisation hembygdsrörelsen i Stockholms län. Stockholms läns hembygdsförbund är ett av de 26 regionala förbund som ingår i Sveriges Hembygdsförbund.
Stockholms läns hembygdsförbund, som har 120 medlemsföreningar, arrangerar kurser och temadagar för medlemmarna, men också publika evenemang. Stockholms läns hembygdsförbund företräder hembygdsrörelsens intressen i kontakter med kommuner, landsting och andra beslutsfattare. Styrelse och kansliet arbetar med att stötta och stärka  medlemsföreningarna.
Stockholms läns hembygdsförbund ger ut tidningen Ledungen som utkommer med fyra nummer per år.
Stockholms läns hembygdsförbund delar varje år ut ett kulturpris till den som har gjort en insats för bevarande eller levandegörande av kulturmiljöer och kulturarvet.

## Kulturpristagare
2008 Martin Stugart, journalist och författare
2009 Harald Norbelie, programledare och författare
2010 Jeppe Wikström, fotograf
2011 Kristina Smedberg, en av Stockholms hembygdsrörelses eldsjälar
2012 Pelle Friman, föreningen Internationella bekantskaper
2013 Eva-Karin Gyllenberg, journalist
2014 Martin Rörby, arkitekturhistoriker
2015 Gustaf Bråkenhielm, VD för nya Djurgårdsvarvet
2016 Gålö Gärsar hembygdsmuseum
2017 Lennart Jansson, folkbildare och kulturpersonlighet (priset delades ut postumt)
2019-2021 Magnus Wihlborg, byggnadsvårdare
2023 Karl Kadhammar, folkbildare som driver Instagramkontot I_en_förvandlad_stad
2024 Postrotekommittén, Roslagens Sjöfartsminnesförening och Eckerö hembygdsförenings engagemang för att kunna genomföra Postrodden som visar på vår historia och värdefulla kunskaper inom sjöfart.
2025 Anette Grinde, ägare av Roslagens bokhandel vid Lilla torget i Norrtälje, där hon bedriver en omfattande programverksamhet med möjlighet att samtala om många olika frågor.